# 타카츠키 사라
타카츠키 사라(일본어: 高月　彩良, 1997년 8월 10일~)는 일본의 배우이다. 가나가와현 출신이며, 스위트 파워 소속이다.

## 내력
2008년 7월, 고향에서 스카우트되어, 스위트 파워에 소속한다. 9월, 넷 드라마 《TSC 도쿄 걸》로 여배우 데뷔.
2009년 8월, 드라마 《오토멘》에서 주인공의 어린 시절을 연기.
2010년 8월 25일, bump.y의 싱글 〈voice〉로 메이저 데뷔.
2011년 4월, 《신설·텐이치보 소동》으로 무대 첫 출연.
2012년 12월, 오디션에 의해 1000명의 후보자 중에서 무대 《BASARA》의 주역에 발탁된다. 또 본인에게도 이것이 무대 첫 주연이 된다.
2014년 4월, 6월 말에 bump.y를 졸업하는 것을 발표.

## 출연

### 드라마
- TSC 도쿄 걸 (2008년 10월 26일 ~ 12월, BS-i) - 켄죠 사쿠야 역
- 오토멘~여름~ (2009년 8월 1일 ~ 9월 26일, 후지 TV) - 마사무네 아스카(어린 시절) 역
  - 오토멘~가을~ (2009년 10월 13일 ~ 11월 3일)
- 소공녀 세이라 (2009년 10월 17일 ~ 12월 19일, TBS) - 아사히나 마코토 역
- 도망 변호사 (2010년 7월 6일 ~ 9월 14일, 후지 TV) - 미나미 유키 역
- 최상의 명의 제3화 (2011년 1월 24일, TV 도쿄) - 사와 나스카 역
- 블랙 보드~시대와 싸운 교사들~ 제2밤 (2012년 4월 6일, TBS) - 야마모토 미츠에 역
- GTO (2012년 7월 3일 ~ 9월 11일, 칸사이 TV) - 쿠와에 하루카 역
  - 가을 스페셜 (2012년 10월 2일)
  - 정월 스페셜 (2013년 1월 2일)
  - 졸업 스페셜 (2013년 4월 2일)
- 도시 전설의 여자 Part2 (2013년 10월 11일 ~ 11월 22일, TV 아사히) - 하마나카 아야노 역
- 후쿠이에 경부보의 인사 제6화 (2014년 2월 18일, 후지 TV) - 요시노 리카 역
- 블랙 프레지던트 (2014년 4월 8일 ~ 6월 17일, 칸사이 TV) - 마츠무라 나츠미 역
- 지옥 선생 누~베~ (2014년 10월 ~ 12월, 닛폰 TV) - 키쿠치 시즈카 역
- 오성 투어리스트~최고의 여행, 안내해드리겠습니다!!~ (2015년 1월 ~ 3월, 요미우리 TV) - 사와무라 모미지 역
- 쿠로사키 군의 말대로는 되지 않아 (2015년 12월 22일 ~ 23일, 닛폰 TV) - 아시가와 메이코 역
- 중쇄를 찍자! (2016년 5월 ~ 6월, TBS) - 아가리에 키누 역
- 시간을 달리는 소녀 제2화 (2016년 7월 16일, 닛폰 TV)
- 이시카와 고에몬 (2016년 10월 ~ 12월, TV 도쿄) - 카타타의 코스즈메 역
- 오사카 순환선 -part2- 사쿠라노미야 편 (2017년 1월 31일, 칸사이 TV) - 주연

### 영화
- 밤의 휘파람 (2009년 3월 27일, 도쿄 예술 대학) - 우치다 카나 역
- 조커 게임 (2012년 12월 22일, AMG 엔터테인먼트) - 오노 카나 역
  - 조커 게임 탈출 (2013년 8월 17일)
- GOGO♂이케맨5 (2013년 7월 6일, Thanks Lab.) - 사코다 리마 역
- 남자 고교생의 일상 (2013년 10월 12일, 쇼게이트) - 타다쿠니의 여동생 역
- 나는 친구가 적다 (2014년 2월 1일, 토에이) - 쿠스노키 유키무라 역
- 추억의 마니 (2014년 7월 19일, 토호) - 주연·안나(목소리) 역
- 오성 투어리스트 THE MOVIE ~궁극의 교토 여행, 안내해드리겠습니다!!~ (2015년, 제7회 오키나와 국제 영화제 상영 작품) - 사와무라 모미지 역
- 더 크로니클: 뮤턴트의 반격 (2015년, 워너 브라더스 영화) - 시즈카 역
- 늑대 인간 게임 크레이지 폭스 (2015년, AMG 엔터테인먼트) - 주연·아야카 역
- 쿠로사키 군의 말대로는 되지 않아 (2016년, 쇼게이트) - 아시가와 메이코 역

### 무대
- 신설·텐이치보 소동 (2011년 4월 7일 ~ 28일, 메이지좌) - 치요 역
- BASARA (2012년 12월 12일 ~ 16일, 스페이스 제로) - 주연·사라사 역
  - BASARA 제2장 (2014년 1월 9일 ~ 14일, 시어터 1010)
- 히로시마에 원폭을 떨어뜨리는 날 (2013년 12월 4일 ~ 8일, 하이유좌 극장) - 비앙카 역

### CM
- 도쿄 메트로 TOKYO WONDERGROUND (2011년 5월 ~ )

## 서적

### 사진집
- 1st 사진집 《16》 (2013년 8월 10일, 와니 북스) ISBN 978-4-8470-4568-4

## 같이 보기
- 호리키타 마키
- 쿠로키 메이사